# Istituto europeo neurosistemica
L'IEN - Istituto europeo neurosistemica è un istituto no profit per lo sviluppo e la diffusione della neurosistemica. Le sue attività si concentrano prevalentemente nel change management e nella valorizzazione e sviluppo del capitale umano. Lavora insieme ad istituti di ricerca e aziende per analizzare e migliorare i processi di apprendimento degli individui, dei gruppi, delle organizzazioni e delle società.
La sede dell'Istituto è nel palazzo Negrotto-Cambiaso posto nella Baia del Silenzio di Sestri Levante (Genova).

## Storia
L'Istituto europeo neurosistemica è nato agli inizi degli anni novanta da un gruppo di ricerca interdisciplinare e da quel momento ha sviluppato metodologie finalizzate alla costruzione di organizzazioni in grado di valorizzare al massimo il proprio capitale umano.

## Attività
IEN realizza in collaborazione con aziende, università, onlus e istituzioni progetti finalizzati al miglioramento della qualità, delle performance, della formazione, dell'innovazione e della soddisfazione delle risorse umane e dei correlati processi dʼapprendimento degli individui, dei team e delle organizzazioni.
Insieme alle aziende e imprese associate svolge progetti di ricerca per lo sviluppo di ambienti di lavoro capaci di stimolare motivazione e realizzare apprendimenti individuali e organizzativi.
Presso l'Istituto sono attive alcune comunità professionali di formatori, HR manager, comunicatori, operatori e manager della sanità.